# 24 horas en libertad
24 horas en libertad es una película de Argentina en blanco y negro dirigida por Lucas Demare según el guion de Antonio Botta y René Garzón que se estrenó el 21 de junio de 1939 y que tuvo como protagonistas a Pepe Iglesias, Niní Gambier y Miguel Gómez Bao. Fue la segunda película dirigida por Lucas Demare, todavía en etapa de aprendizaje.

## Sinopsis
Un periodista procura rescatar a una millonaria que está acosada por usureros.

## Reparto
Colaboraron en el filme los siguientes intérpretes:
- Pepe Iglesias
- Niní Gambier
- Miguel Gómez Bao
- Semillita
- Enrique Roldán
- Lea Conti
- Carlos Enríquez
- Liana Moabro
- José Casamayor
- Juan Bono
- Cayetano Biondo
- Cirilo Etulain
- Los Dixie Pals
- Oscar Villa

## Comentarios
Calki opinó del filme:

"Juguete cómico de bastante eficacia...De factura simple, permite ser un espectáculo eminentemente reidero y lo consigue...Comprobamos que hay chistes vetustos, de calendario, que aún hacen reír. Uno de ellos fue utilizado por el mismo argumentista en una película posterior"

Por su parte Ulyses Petit de Murat dijo en su crónica del diario Crítica:

"Con este film Pepe iglesias demuestra una serie de facultades de índole personal que lo harán triunfar siempre que aborde tipos adaptables a su peculiar psicología, que podríamos definir con tres conceptos aproximados: travesura, alegría rápida y circunstanciada, vitalidad esencial"